# Església de Santa Maria (Requena)
L'Església de Santa Maria és un edifici religiós que es troba a la població de Requena (Província de València). D'estil  gòtic i barroc, està dedicat a l'Assumpció de Nostra Senyora. És bé d'interès cultural amb anotació ministerial RI-51-0000978 de 3 de juny de 1931.
Està situada al Barri de la Vila, al carrer de Santa Maria, tot i que també recau al carrer del Col·legi. L'accés es realitza per un lateral a causa de la seva posició encaixada entre edificis. Està propera a l'església del Salvador. A inicis del segle xxi ja no es troba dedicada al culte; s'usa per a albergar grans exposicions i com a sala de concerts.
Es va començar a construir al segle xiv, si bé el seu interior no es va rematar fins al xviii, el que explica la diferència d'estils.

## Descripció
L'edifici és d'estil gòtic flamíger isabelí, però el seu interior es va finalitzar al gust barroc. El temple té una sola nau, amb capelles entre els contraforts i accés lateral. La  nau està dividida en quatre trams i la capçalera en tres, sent l'últim d'aquests vuitavat i més reduït. La capçalera està coberta amb volta de creueria i presenta una decoració complexa. La nau és de menor altura que la capçalera.
L'església presenta cor alt als peus, al qual s'accedeix a través de la primera capella del costat de l'epístola, la de la dreta. Les capelles del costat de l'evangeli són de menor profunditat. La segona capella d'aquest costat dona accés a l'ossera. La tercera correspon a la porta d'accés al temple. A l'altra banda, en el quart tram, es troba la capella de la Mare de Déu del Rosari, que data de finals del segle xviii i principis del  XIX, que presenta dues cossos coberts amb cúpules semiesfèriques. El primer cos és d'ordre compost i el segon amb ordre jònic és el principal.
A la façana destaca la portada dedicada a l'Anunciació, com s'observa en el  timpà, una Verge amb Nen al mainell i quatre arquivoltes. L'exterior és conopial i les tres interiors apuntades. De les apuntades, la superior presenta verges amb els seus atributs, li segueix una d'àngels músics, cadascun tocant un instrument, i a la interior es veuen les imatges de  querubins amb les ales plegades i entrecreuades. Per sobre del conjunt destaca el ràfec de fusta, construït al segle xvi, que l'ha protegit de les inclemències del temps. La torre, que és de planta rectangular, està adossada al segon tram de la nau. El pas entre plantes ho facilita una escala helicoïdal. El cos té sis obertures, dos en els costats majors i un en els menors.